# BRP Heneral Antonio Luna (PG-141)
Il BRP Heneral Antonio Luna (distintivo ottico PG-141) era un pattugliatore della Marina militare filippina, entrato in servizio nel 1999 e radiato nel 2016.

## Storia
Le due unità da 280 t.p.c. Classe Heneral Emilio Aguinaldo  furono derivate dalla più piccole navi da pattuglia classe Kagitingan costruita in Germania. Entrambi costruite a Fort San Felipe, presso la base navale di Cavite, la BRP Antonio Luna (PG-141) fu impostata il 2 dicembre 1990, varata 23 giugno 1992, ed entrò in servizio nel 1999. I piani di costruzione originali prevedevano la costruzione di 6 unità della classe, ma ne vennero completate solo due, mentre una terza venne varata, ma mai completata.

## Descrizione tecnica
Lo scafo era progettato e costruito in Giappone, mentre le sovrastrutture erano quelle adottate per la precedente classe Kagitingan e furono installate presso il cantiere navale di Cavite. Il disegno della classe non fu considerato particolarmente riuscito, in quanto giudicato sovraccaricato e sottodimensionato e, a causa di questo non furono realizzate tutte le unità inizialmente previste. 
L’unità entrò in servizio con armamento basato su due cannoni Bofors Mk.3 cal. 40/60 mm, in impianti singoli, uno a prua e uno a poppa, due cannoni antiaerei Oerlikon da 20 mm in impianti singoli e quattro mitragliatrici per uso generale da 12,7 mm. L’armamento potenziato, basato su un cannone OTO-Melara Compatto da 76/62 mm, e missili superficie-superficie, non si concretizzò mai. La propulsione era affidata a quattro motori diesel GM Detroit Diesel 12V92 TA con una potenza combinata di circa 2 800 CV (2 100 kW) azionanti quattro eliche. I motori principali potevano far raggiungere alla nave da 279 tonnellate a pieno carico) una velocità massima di circa 25 nodi (46 km/h). L’autonomia era pari a 1 100 miglia nautiche (2 040 km) alla velocità di 18 nodi (33 km/h).

## Impiego operativo
L’unità ebbe un tempo di allestimento molto lungo, in quanto gran parte della dotazione elettronica e dell’armamento dovette essere importata, e si ebbero grandi difficoltà a reperire i fondi per acquistare gli equipaggiamenti. La nave è stata dismessa nell’aprile 2016, in quanto si è scoperto che lo scafo si trovava in cattive condizioni, così come quello dell'unità gemella PG-140 Heneral Emilio Aguinaldo, si era deteriorato molto più rapidamente del previsto.

### Pubblicazioni
- Giuliano Da Frè, La marina filippina e il suo ammodernamento, in Rivista Italiana Difesa (RID), n. 2, Chiavari, Giornalistica Riviera Soc. Coop., febbraio 2018,  pp. 41-47.